# Zénith FC
El Zénith Football Club es un club de fútbol profesional con sede en Cap-Haïtien, Haití. El club disputó la Liga de fútbol de Haití por última vez en 2008. Actualmente juega en la Segunda División de Haití.

## Palmarés
- Segunda División de Haití (1):

1999